# Stefan de Vrij
Stefan de Vrij, né le 5 février 1992 à Ouderkerk aan den IJssel aux Pays-Bas, est un footballeur international néerlandais, qui joue au poste de défenseur central.
Il évolue actuellement à  l'Inter Milan en Serie A.

## Biographie

### Carrière en club

#### Feyenoord Rotterdam (2009-2014)
Né à Ouderkerk aan den IJssel aux Pays-Bas, Stefan de Vrij a joue pour le club local du VV Spirit en moins de 17 ans avant de rejoindre le Feyenoord Rotterdam, où il fait toute sa formation. Le 17 juillet 2009, de Vrij signe son premier contrat professionnel avec le Feyenoord Rotterdam.
De Vrij joue son premier match en professionnel le 24 septembre 2009, à l'occasion d'une rencontre de coupe des Pays-Bas contre le VV Harkemase Boys. Il entre en jeu à la place de Kelvin Leerdam et son équipe s'impose par cinq buts à zéro.
Avec le Feyenoord il découvre la Ligue des champions, jouant ses deux premiers matchs lors de la double confrontation face au Dynamo Kiev lors de matchs qualificatifs pour l'édition 2012-2013. Il est titulaire au match aller le 31 juillet 2012 (défaite 2-1 du Feyenoord) et au retour le 7 août suivant (défaite 0-1 du Feyenoord).

#### Lazio Rome (2014-2018)
Sortant d'un très bon tournoi avec les Pays-Bas pendant la Coupe du monde 2014, de Vrij attire plusieurs grands clubs européens, dont Manchester United où son sélectionneur durant cette dernière compétition et nouveau coach des Red Devils, Louis van Gaal, souhaite le récupérer. Mais il s'engage finalement avec la Lazio de Rome le 30 juillet 2014 pour un contrat de quatre ans, le club italien versant 8 millions d'euros pour ce transfert.
Il débute le 24 août 2014 avec ses nouvelles couleurs, lors d'un match de Coppa Italia face au Bassano Virtus 55 que la Lazio remporte par sept buts à zéro. De Vrij est titulaire et se distingue ce jour-là en marquant son premier but pour son premier match. Le 31 août suivant il débute en Serie A, pour la première journée de la saison 2014-2015 face au Milan AC. Titularisé en défense centrale aux côtés de Lorik Cana, il ne peut éviter la défaite des siens (3-1). Le 21 septembre de la même année sur la pelouse du Genoa CFC, il est expulsé après avoir reçu un second carton jaune. Jusque là le score restait nul et vierge mais deux minutes après son exclusion les Génois ouvrent le score par leur buteur Mauricio Pinilla, donnant la victoire à son équipe. De Vrij s'impose naturellement dans l'équipe dès sa première saison, disputant au total 35 matchs et marquant un but toutes compétitions confondues. Il contribue à la très bonne troisième place de la Lazio à la fin de cet exercice, qui termine la saison troisième meilleure défense du championnat. Cette année là il participe aussi au très bon parcours de son équipe en Coppa Italia, qui les voient aller jusqu'en finale affronter la Juventus Turin le 20 mai 2015, match perdu par la Lazio sur le score de 1-2 après les prolongations.
Alors qu'il débute l'exercice 2015-2016 de belle manière, marquant notamment le 18 août 2015 pour un match de qualification pour la Ligue des champions face au Bayer Leverkusen (victoire 1-0), sa deuxième saison est beaucoup moins heureuse. En effet, il se blesse avec la sélection début septembre mais est déclaré apte pour jouer un autre match, ce qui finalement aggrave sa blessure, exaspérant les médecins de la Lazio. Il est opéré ensuite du ménisque, et cette blessure le tient éloigné des terrains jusqu'à la fin de la saison. Il n'aura finalement joué que cinq matchs toutes compétitions confondues en 2015-2016.

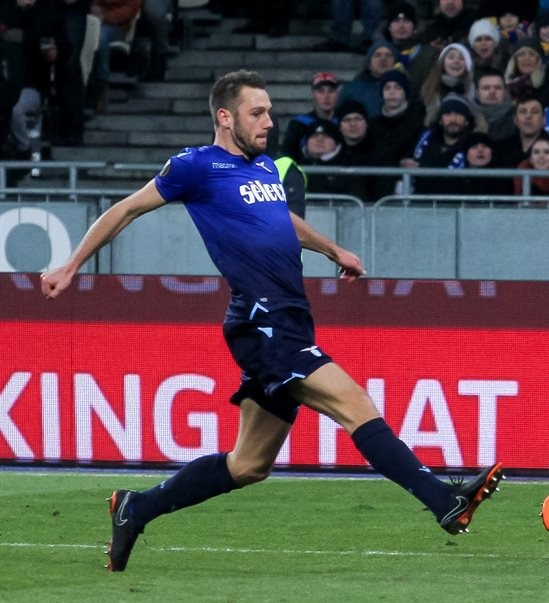
Stefan de Vrij en action avec la Lazio de Rome en 2018.

De Vrij fait son retour sur les terrains le 21 août 2016, pour la première journée de championnat lors de la victoire de la Lazio contre l'Atalanta Bergame (3-4). Il marque son premier but en Serie A le 11 septembre 2016, lors du déplacement pour affronter le Chievo Vérone et les deux équipes se partagent les points (1-1). En octobre 2016 il se blesse au métatarse, ce qui lui vaut d'être absent pendant plus d'un mois. Il est de nouveau apte à jouer le 10 décembre 2016 pour le match face à la Sampdoria Gênes en championnat, où il retrouve une place de titulaire. Partie que la Lazio remporte (1-2). Le 23 avril 2017 il est auteur d'une bonne performance contre l'US Palerme en délivrant deux passes décisives, la première sur l'ouverture du score de Ciro Immobile en remisant de la tête à la suite d'un corner, et l'autre pour Keita Baldé. Les Biancocelesti s'imposent finalement par six buts à deux au terme de la rencontre. Le 7 mai suivant, il se montre à nouveau décisif lors du match spectaculaire remporté par son équipe (7-3) face à la Sampdoria Gênes, en marquant un but. Auteur une nouvelle fois d'un bon parcours en Coppa Italia avec son équipe, il se retrouve à jouer la finale le 17 mai 2017, une nouvelle fois face à la Juventus Turin et la Lazio s'incline à nouveau (2-0). Il achève l'exercice 2016-2017 en ayant joué 31 matchs et marqué deux buts toutes compétitions confondues.
Le 13 août 2017 il remporte son premier trophée avec la Lazio, la Supercoupe d'Italie face à la Juventus Turin (2-3). Le 2 novembre de la même année, pour le match de Ligue Europa gagné (1-0) face à l'OGC Nice, il débute pour la première fois une rencontre avec le brassard de capitaine. Le 19 février 2018, lors de la victoire en championnat par deux buts à zéro face au Hellas Vérone, de Vrij joue son centième match sous les couleurs de la Lazio de Rome. Le 15 mars 2018 il inscrit son premier but en Ligue Europa contre le Dynamo Kiev (victoire 0-2 de la Lazio). De Vrij joue son dernier match pour la Lazio le 20 mai 2018 lors de la dernière journée de championnat, face à son futur club, l'Inter Milan, qu'il rejoindra libre à la fin de la saison selon des informations de La Gazzetta dello Sport. C'est une rencontre importante où le vainqueur peut obtenir une place pour se qualifier pour la prochaine Ligue des champions. Stefan de Vrij est fautif en concédant un penalty qui amène l'égalisation de l'Inter alors que la Lazio menait par deux buts à un. Finalement ce sont les Milanais qui sortent vainqueurs de ce duel (2-3) et se qualifient. Sa saison 2017-2018 aura été sa meilleure période avec la Lazio sur un plan personnel, non seulement il a été une pièce maîtresse de la défense mais il a également marqué beaucoup de buts, sept au total toutes compétitions confondues, ce qui fait de lui l'un des meilleurs buteurs d'Europe parmi les défenseurs.

#### Inter Milan (depuis 2018)
Ayant choisi de quitter libre la Lazio de Rome à la fin de son contrat en juin 2018, il rejoint librement l'Inter Milan au 1er juillet 2018, comme il l'annonce à la fin du mois de mai,. Il joue son premier match sous ses nouvelles couleurs le 19 août 2018, lors de la première journée de la saison 2018-2019 de Serie A contre l'US Sassuolo. Il est titulaire et son équipe s'incline par un but à zéro. Il inscrit son premier but avec les Nerazzurri dès sa deuxième apparition, le 26 août suivant contre le Torino FC, en championnat. Les deux équipes se partagent les points (2-2). En concurrence avec João Miranda et Milan Škriniar en défense centrale, c'est avec ce dernier qu'il est le plus souvent associé par l'entraîneur Luciano Spalletti. De Vrij s'impose comme un titulaire dès sa première saison et se fait notamment remarquer lors du derby de la Madonnina contre le grand rival du Milan AC le 17 mars 2019 en inscrivant un but, contribuant à la victoire de l'Inter par trois buts à deux. Si l'Inter fait un parcours honorable en terminant quatrième de Serie A, l'équipe déçoit en coupe d'Europe en étant éliminée dès la phase de groupe de la Ligue des champions puis en étant éliminée en huitième de finale de la Ligue Europa lors de la double confrontation face à l'Eintracht Francfort (0-0 puis défaite 0-1).
Le club se sépare de Spalletti lors de l'intersaison et le remplace par un entraîneur de renom, Antonio Conte. De Vrij garde une place de titulaire malgré l'arrivée de l'expérimenté Diego Godín et s'impose même comme un élément clé du système à trois défenseurs centraux de Conte. Le Néerlandais devient un élément essentiel de l'équipe, aux côtés de Škriniar et du jeune Alessandro Bastoni, Godín ne parvenant pas à s'imposer. De Vrij inscrit quelques buts important cette saison-là, notamment lors d'une victoire dans le derby face au Milan AC le 9 février 2020 (4-2) et un succès sur la pelouse du Parme Calcio le 28 juin 2020 (1-2). En Ligue des champions l'Inter est rapidement éliminée en terminant troisième d'un groupe relevé comptant le FC Barcelone et le Borussia Dortmund notamment. Reversés en Ligue Europa, les Interistes parviennent à atteindre la finale de la compétition, perdue face au Séville FC (3-2) le 21 août 2020. En championnat, l'Inter Milan termine deuxième à seulement un point du champion, la Juventus. De Vrij achève une saison 2019-2020 réussie sur le plan collectif en étant récompensé de ses performances individuelles en obtenant le titre de meilleur défenseur de Serie A de la saison,,.
Il est sacré champion d'Italie avec l'Inter lors de la saison 2020-2021.
De Vrij est titularisé le 11 mai 2022, lors de la finale de l'édition 2021-2022 de la coupe d'Italie, face à la Juventus. Son équipe s'impose par quatre buts à deux après prolongations, et remporte le trophée.
Le 8 juillet 2023, de Vrij prolonge son contrat avec l'Inter Milan, étant désormais lié au club jusqu'en juin 2025,.
De Vrij se fait remarquer le 2 février 2025 en marquant le but égalisateur dans les dernières minutes du match contre l'AC Milan, lors d'un Derby de la Madonnina en championnat, permettant à son équipe de faire match nul (1-1 score final),.

### Carrière en sélection
Il joue son premier match avec l'équipe des Pays-Bas espoirs le 10 août 2011 face à la Suède. Il entre en jeu à la place de Ricky van Haaren mais son équipe perd la rencontre par trois buts à zéro. Avec cette sélection il participe au championnat d'Europe espoirs en 2013. Il joue trois matchs en tant que titulaire dans ce tournoi, dont la demi-finale perdue face à l'Italie (1-0).
Stefan de Vrij honore sa première sélection avec l'équipe nationale des Pays-Bas le 15 août 2012, lors d'un match amical contre la Belgique. Il entre en jeu à la place de John Heitinga et son équipe s'incline par quatre buts à deux.
Il marque son premier but en tant qu'international lors du match contre l'Espagne dans la phase de poules de la Coupe du monde 2014.
Six ans plus tard, il est convoqué pour disputer l'Euro 2020. 
Le 11 novembre 2022, il est sélectionné par Louis van Gaal pour participer à la Coupe du monde 2022.
Le 29 mai 2024, il figure dans la liste des 26 joueurs néerlandais retenus par Ronald Koeman pour participer à l'Euro 2024. Le 6 juillet, lors du quart de finale opposant son équipe à la Turquie il marque le but de l'égalisation permettant aux néerlandais de rester en vie dans cette rencontre. Les Pays-Bas s'imposeront finalement 2-1 et se qualifieront pour les demi-finale de la compétition. 

### Vie privée
Il est marié et a vécu de 2009 à 2014 près de Rotterdam, ville où il jouait avant d'être transféré à Rome, club qui le remarqua pour ses bonnes performances à la Coupe du monde.

### Buts internationaux de de Vrij
|   | Date             | Lieu                                       | Adversaire | Score | Resultat | Compétition                  |
| - | ---------------- | ------------------------------------------ | ---------- | ----- | -------- | ---------------------------- |
| 1 | 13 juin 2014     | Arena Fonte Nova, Bahia, Brésil            | Espagne    | 1-3   | 1-5      | Coupe du monde 2014          |
| 2 | 9 septembre 2014 | Generali Arena, Prague, République tchèque | Tchéquie   | 1-1   | 2-1      | Éliminatoires de l'Euro 2016 |
| 3 | 31 mars 2015     | Amsterdam ArenA, Amsterdam, Pays-Bas       | Espagne    | 1-0   | 2-0      | Match amical                 |
| 4 | 6 juillet 2024   | Stade olympique de Berlin, Allemagne       | Allemagne  | 1-1   | 2-1      | Championnat d'Europe 2024    |

## Statistiques
| Saison                | Club                  | Championnat           | Championnat | Championnat | Coupe(s) nationale(s) | Coupe(s) nationale(s) | Supercoupe | Supercoupe | Compétition(s) continentale(s) | Compétition(s) continentale(s) | Compétition(s) continentale(s) | Coupe du monde des clubs | Coupe du monde des clubs | Pays-Bas | Pays-Bas | Total | Total |
| Saison                | Club                  | Division              | M.          | B.          | M.                    | B.                    | M.         | B.         | Comp.                          | M.                             | B.                             | M.                       | B.                       | M.       | B.       | M.    | B.    |
| 2009-2010             | Feyenoord Rotterdam   | Eredivisie            | 17          | 1           | 4                     | 0                     | -          | -          | -                              | -                              | -                              | -                        | -                        | -        | -        | 21    | 1     |
| 2010-2011             | Feyenoord Rotterdam   | Eredivisie            | 30          | 1           | 1                     | 0                     | -          | -          | C3                             | 2                              | 0                              | -                        | -                        | -        | -        | 33    | 1     |
| 2011-2012             | Feyenoord Rotterdam   | Eredivisie            | 30          | 1           | 2                     | 0                     | -          | -          | -                              | -                              | -                              | -                        | -                        | -        | -        | 32    | 1     |
| 2012-2013             | Feyenoord Rotterdam   | Eredivisie            | 26          | 0           | 3                     | 0                     | -          | -          | C1+C3                          | 2+1                            | 0+0                            | -                        | -                        | 5        | 0        | 37    | 0     |
| 2013-2014             | Feyenoord Rotterdam   | Eredivisie            | 32          | 4           | 1                     | 0                     | -          | -          | C3                             | 2                              | 0                              | -                        | -                        | 14       | 1        | 49    | 5     |
| Sous-total            | Sous-total            | Sous-total            | 135         | 7           | 11                    | 0                     | -          | -          | -                              | 7                              | 0                              | -                        | -                        | 19       | 1        | 172   | 8     |
| 2014-2015             | Lazio Rome            | Serie A               | 30          | 0           | 5                     | 1                     | -          | -          | -                              | -                              | -                              | -                        | -                        | 9        | 2        | 44    | 3     |
| 2015-2016             | Lazio Rome            | Serie A               | 2           | 0           | -                     | -                     | 1          | 0          | C1                             | 2                              | 0                              | -                        | -                        | 2        | 0        | 7     | 0     |
| 2016-2017             | Lazio Rome            | Serie A               | 27          | 2           | 4                     | 0                     | -          | -          | -                              | -                              | -                              | -                        | -                        | 1        | 0        | 32    | 2     |
| 2017-2018             | Lazio Rome            | Serie A               | 36          | 6           | 3                     | 0                     | 1          | 0          | C3                             | 7                              | 1                              | -                        | -                        | 5        | 0        | 52    | 7     |
| Sous-total            | Sous-total            | Sous-total            | 95          | 8           | 12                    | 1                     | 2          | 0          | -                              | 9                              | 1                              | -                        | -                        | 17       | 2        | 135   | 12    |
| 2018-2019             | Inter Milan           | Serie A               | 28          | 2           | -                     | -                     | -          | -          | C1+C3                          | 5+3                            | 0+0                            | -                        | -                        | 1        | 0        | 37    | 2     |
| 2019-2020             | Inter Milan           | Serie A               | 34          | 4           | 2                     | 0                     | -          | -          | C1+C3                          | 6+4                            | 0+0                            | -                        | -                        | -        | -        | 46    | 4     |
| 2020-2021             | Inter Milan           | Serie A               | 31          | 1           | 4                     | 0                     | -          | -          | C1                             | 6                              | 0                              | -                        | -                        | 12       | 0        | 53    | 1     |
| 2021-2022             | Inter Milan           | Serie A               | 30          | 0           | 4                     | 0                     | 1          | 0          | C1                             | 6                              | 1                              | -                        | -                        | 10       | 0        | 51    | 1     |
| 2022-2023             | Inter Milan           | Serie A               | 27          | 1           | 3                     | 0                     | 1          | 0          | C1                             | 7                              | 0                              | -                        | -                        | 1        | 0        | 39    | 1     |
| 2023-2024             | Inter Milan           | Serie A               | 24          | 1           | -                     | -                     | 2          | 0          | C1                             | 5                              | 0                              | -                        | -                        | 9        | 1        | 40    | 2     |
| 2024-2025             | Inter Milan           | Serie A               | 25          | 1           | 3                     | 0                     | 2          | 0          | C1                             | 9                              | 1                              | 3                        | 0                        | 5        | 0        | 47    | 2     |
| Sous-total            | Sous-total            | Sous-total            | 200         | 10          | 16                    | 0                     | 6          | 0          | -                              | 51                             | 2                              | 3                        | 0                        | 38       | 1        | 314   | 13    |
| Total sur la carrière | Total sur la carrière | Total sur la carrière | 428         | 25          | 39                    | 1                     | 8          | 0          | -                              | 67                             | 3                              | 3                        | 0                        | 74       | 4        | 619   | 33    |

## Palmarès

### En club
|  |  | Lazio Rome - Coupe d'Italie - Finaliste : 2015 et 2017 - Supercoupe d'Italie - Vainqueur : 2017 | Inter Milan (7) - Serie A - Champion : 2021 et 2024 - Vice-champion : 2020 et 2025 - Coupe d'Italie - Vainqueur : 2022 et 2023 - Supercoupe d'Italie - Vainqueur : 2021, 2022 et 2023 - Finaliste : 2024 - Ligue des champions - Finaliste : 2023 - Ligue Europa - Finaliste : 2020 |

### En sélection
|  |  | Pays-Bas - Coupe du monde - Troisième : 2014 |

## Distinctions personnelles
- Membre de l'équipe-type de la Coupe du monde 2014
- Meilleur défenseur de l'année de Serie A en 2020